# Facultad de Comercio de Valladolid
La Facultad de Comercio de la Universidad de Valladolid es un centro docente situado en Valladolid donde se imparten los estudios de Grado y másteres. Se encuentra dentro del Campus Río Esgueva. Su fundación data de 1887 en el primer edificio ubicado en la Calle de la Estación de Valladolid.  

## Historia
Los estudios de Comercio surgen en España a mediados del siglo XIX, aunque con anterioridad hubo en diversas ciudades, al amparo de instituciones privadas y los consulados mercantiles, centros donde se impartían enseñanzas comerciales. Estas fueron oficializadas a partir de 1857, momento en el que nacen las Escuelas de Comercio.
En el caso de Valladolid fue en 1887 cuando surge el germen de la actual Facultad de Comercio, bajo la denominación de Escuela Elemental de Comercio de Valladolid. Nacimiento que hemos de explicar a partir del crecimiento económico de la ciudad en esos años, impulsado por el comercio, la banca y una poderosa industria metalúrgica asociada al ferrocarril. Desde entonces hasta ahora, la evolución de los estudios mercantiles ha venido asociada a los diferentes impulsos económicos de la ciudad y de Castilla y León, pasando por diversa etapas en las cuales se transformaron sus estructuras organizativas y sus enseñanzas con el fin de adecuarlas a las necesidades de la economía y de la sociedad de cada momento: Desde la Escuela Elemental de Comercio hasta la actual Facultad de Comercio, pasando por la Escuela superior de Comercio y la Escuela Universitaria de Estudios Empresariales.”

### Escuela elemental de Comercio de Valladolid (1887-1901)
Debido al incremento en importancia de estos estudios, al crecimiento del alumnado y a la pujanza de la vida comercial vallisoletana junto con el apoyo de la Diputación, Ayuntamiento y la Cámara de Comercio de Valladolid, se posibilitó el cambio de categoría de la escuela a rango superior en 1902.

### Escuela Superior de Comercio de Valladolid (1902-1972)

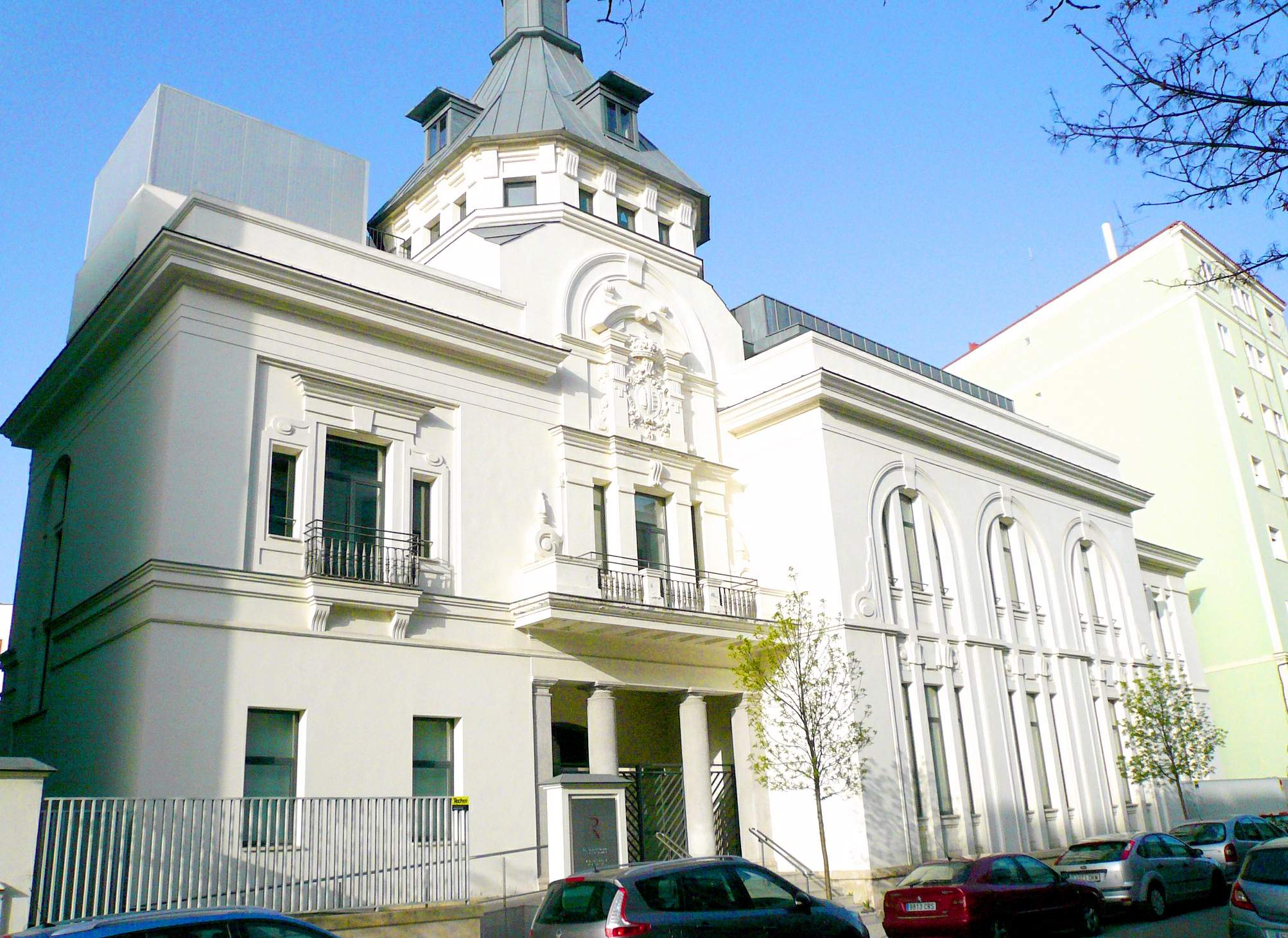
El edificio de la antigua Escuela Superior de Comercio, hoy sede de los Registros de la Propiedad y Mercantil de Valladolid

El 1 de enero de 1902 se publicó el paso de los estudios de comercio vallisoletanos a la categoría de superiores. Durante este periodo existieron varios planes de estudios (1903,1922,1953) que se iban adecuando a las necesidades de la vida comercial en cada momento y, como no, fruto también de la preocupación por la mejora de la enseñanza. En el año 1932 se eleva a la escuela al grado de “Altos Estudios Mercantiles”. Durante este periodo (concretamente en 1929) se logra también un emplazamiento fijo para la escuela en el edificio sito en la calle Estación n.º 5. Siendo Escuela Superior de Comercio comenzó a impartir clases durante 40 años el escritor Miguel Delibes.[cita requerida]

### Escuela Universitaria de Estudios Empresariales de Valladolid (1972-2013)
A partir de 1971 los estudios económicos y empresariales se separan de las ciencias políticas dando lugar a un título independiente (y creándose las Facultades de Ciencias Económicas y Empresariales). En 1972 se integran las Escuelas Profesionales de Comercio en la Universidad adoptando la nueva denominación de Escuelas Universitarias de Estudios Empresariales (E.U.E.E.) y pasando a constituir el primer ciclo (o Diplomatura) de la Licenciatura de Ciencias Económicas y Empresariales.
Tras varios planes de estudios de transición se crea el plan de 1973 que se mantiene en vigor hasta la reestructuración producida por la L.R.U., viéndose sustituido por el Plan de 1994 que se rige por el sistema de créditos.
Por último, y debido al incremento del alumnado, la E.U.E.E. se vio obligada a trasladarse con fecha de 24 de enero de 1994 a un nuevo edificio situado en el Campus del Prado de la Magdalena en la actualidad Campus Universitario, y que ofrece las prestaciones adecuadas a las necesidades del centro.

### Facultad de Comercio (2013-actualidad)
Tras la implantación y la exitosa puesta en marcha del Grado en Comercio, pionero dentro de los estudios de grado de la Universidad de Valladolid, en el curso académico 2010-11, el centro contempla la necesidad de cambiar de denominación para adecuarla al nuevo Espacio Europeo de Educación Superior y bajo los preceptos que marca el conocido como Plan Bolonia. Es en el año 2013 cuando la Universidad de Valladolid, a propuesta de su Consejo de Gobierno y previo informe favorable del Consejo Social, remite a la Consejería de Educación la solicitud de creación de la Facultad de Comercio de la Universidad de Valladolid. Centro que viene a sustituir a la E.U.E.E. Pero conservando su ubicación en el Campus Esgueva. El Consejo de Gobierno de la Junta de Castilla y León en sesión celebrada el 5 de diciembre de 2013 oficializa el cambio, que cuenta con el informe favorable de la Agencia para la Calidad del Sistema Universitario de Castilla y León (Acsucyl) y del Consejo de Universidades de Castilla y León.

## Titulaciones
- Grado en Comercio.
- Doble Grado en Comercio y Relaciones Laborales y Recursos Humanos
- Máster en Comercio Exterior
- Máster en Economía de la Cultura y Gestión Cultural
- Máster en Relaciones Internacionales y Estudios Asiáticos.

### Grado en Comercio
El objetivo general del Grado en Comercio es formar profesionales capaces de desempeñar las labores que precisa el trabajo en el departamento comercial y logístico de una empresa, proporcionándole, a este fin, una formación práctica y de utilidad directa. Todo ello implica que deben tener conocimientos de logística, ser capaces de elaborar planes comerciales a corto, medio y largo plazo, definir objetivos comerciales, diseñar políticas y procedimientos de apoyo a la estrategia, confeccionar presupuestos, realizar estudios de mercado, dirigir un equipo de ventas, formar a vendedores, formar la cartera de clientes y la atención a los mismos, así como una labor de gestión y control, como la gestión de grandes cuentas, de almacenamiento, control de contratos y subcontratos, etc. Todo ello lo deberán poder hacer al menos en dos lenguas distintas y con un perfecto dominio de las TIC específicas.

### Máster en Comercio Exterior
En un mundo globalizado, el comercio internacional es un sector estratégico con gran proyección de futuro, lleno de oportunidades para profesionales especializados. El máster en Comercio Exterior es el primer peldaño de una escalera que te dirige al éxito profesional como especialista en la esfera del comercio exterior, la gestión logística y el e-commerce. No te pongas fronteras y forma parte de la élite profesional, introduciéndote en nuevos mercados.
El máster de Comercio Exterior de la Universidad de Valladolid te proporcionará los conocimientos, técnicas, herramientas y habilidades que necesitas para realizar tareas de análisis y gestión comercial, logística y administrativa en empresas que operan en el comercio exterior. Conocerás tanto el marco normativo, las modalidades de financiación, impuestos y otros aspectos de logística y aprovisionamiento que te convertirán en un profesional con una alta capacidad.